# Exuma District
Exuma District är ett distrikt i Bahamas. Det ligger i den sydöstra delen av landet, 220 km sydost om huvudstaden Nassau. Exuma District ligger på ögruppen Exuma som är över 200 kilometer mellan den nordligaste och sydligaste punkten. Den största ön är Great Exuma Island med centralorten George Town. 
Andra öar är Coakley Cay, Crab Cay, Little Exuma Island, Jewfish Cay, Lee Stocking Island, O'Brien Cay, Stocking Island, Waderick Wells Cay, White Cay, Shroud Cay, Staniel Cay, Little Farmer's Cay, Musha Cay, Norman's Cay Island och Compass Cay.
Den största flygplatsen i distriktet är George Town Exuma International Airport. Andra flygplatser i distriktet är nord till syd Norman's Cay Airport, Sampson Cay Airport, Staniel Cay Airport, Leaf Cay Airport, Farmers Cay Airport, Rudder Cut Cay Airport, Little Darby Island Airport, Lee Stocking Airport, George Town Airport och Hog Cay Exuma Airfield.